# GEnie

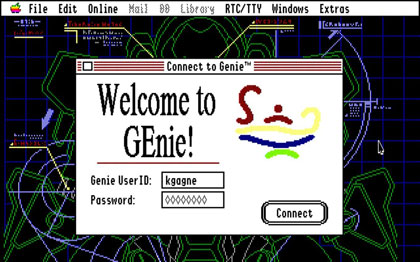
Page de connexion du service GEnie

GEnie (pour General Electric Network for Information Exchange) est un ancien service en ligne lancé par General Electric Information Services le 21 octobre 1985. Il permet d’accéder à différents services dont une messagerie électronique, un fil d’actualité, des articles, des magazines électroniques et des services de conférence, d’achat et de jeu en ligne. Il propose également un système de forum, les Round Tables, qui permettent aux utilisateurs d’échanger sur un thème commun. L’accès au service se fait par modem pour un coût horaire variant en fonction de l’heure de la journée et du débit demandé. En 1987, ce coût est ainsi de 35 $ par heure en journée et de 5 $ par heure en soirée pour un débit compris entre 300 bit/s et 1 200 bit/s, avec un supplément de 10 $ par heure pour une utilisation à 2 400 bit/s. En 1994, le service compte environ 350 000 utilisateurs.
GEnie est notamment connu pour son service de jeu en ligne qui permet de jouer en multijoueur à des jeux spécifiquement développé à cet effet. Parmi ces derniers, le plus célèbre est sans doute la simulation de combat aérien Air Warrior (1988) de Kesmai dont les affrontements peuvent impliqués jusqu’à cent joueurs simultanément. Outre celui-ci, le service propose une grande variété de jeux vidéo dont le jeu de combat CyberStrike, le wargame Hundred Years War et le jeu de rôle massivement multijoueur Multiplayer BattleTech. Il propose en outre de nombreux jeux textuels comme Dragon’s Gate, Gemstone III, Orb Wars, Federation II, Galaxy I, Stellar Emperor, Stellar Warrior ou NTN Showdown ainsi qu’une sélection de jeu de société comme les échecs, le blackjack, le poker ou le backgammon,.